# 6247 Amanogawa
Amanogawa (asteroide 6247) é um asteroide da cintura principal, a 2,2583202 UA. Possui uma excentricidade de 0,056523 e um período orbital de 1 352,63 dias (3,7 anos).
6247 Amanogawa tem uma velocidade orbital média de 19,25154675 km/s e uma inclinação de 8,56738º.
Este asteroide foi descoberto em 21 de Novembro de 1990 por Kin Endate e Kazuro Watanabe.